# Julien Dufresne-Lamy
Julien Dufresne-Lamy, né à La Rochelle, est un écrivain français. Il vit à Paris.

## Biographie
Avant d'être écrivain, Julien Dufresne-Lamy est journaliste et étudie à l'ENS. À l'occasion d'un concours de nouvelles, il écrit à vingt ans les fondements de son premier roman Dans ma tête, je m'appelle Alice publié en 2012 chez Stock. 
Ses influences littéraires vont de James Baldwin à Hervé Guibert, Emmanuelle Pagano, Patti Smith, Albert Cohen ou Joan Didion. Il est aussi l'auteur de nouvelles diverses, notamment pour Libération, Tetu ou Octave, le magazine de l'Opéra de Paris. 
En 2017, il publie un deuxième roman, Deux cigarettes dans le noir, en hommage à la chorégraphe allemande, Pina Bausch. L'année suivante, il publie Les Indifférents, finaliste du prix Maison de la Presse. En 2019, son quatrième roman Jolis Jolis Monstres restitue l'histoire des drags queens et de la scène ballroom des années Sida à nos jours, lauréat du Prix Millepages et du Grand prix des blogueurs littéraires. En 2020, à la suite de la pandémie, il signe une nouvelle dans le recueil Des Mots par la Fenêtre pour le personnel soignant, co-écrit par 63 auteurs dont Christiane Taubira, Philippe Jaenada et Marc Levy. 
Il est également auteur pour la jeunesse chez Actes sud junior, Magnard ou Nathan où il publie la série Darling, Mauvais Joueurs, Trois fois rien et Boom, lauréat de plusieurs prix dont le prix des Membres de la Légion d'honneur, ainsi Les étonnantes aventures du merveilleux minuscule Benjamin Berlin, finaliste du prix Gulli du roman et Deux mois chez Andrea, finaliste du prix Vendredi.
En 2020, l'auteur publie Mon père, ma mère, mes tremblements de terre, texte engagé sur la transidentité, finaliste du prix Landerneau et du prix des libraires francophones avant de publier l'année suivante 907 Camille, captivante enquête sur la famille et le proxénétisme, plébiscitée par la critique.
En 2022, l'auteur poursuit sa quête du réel en publiant le récit Les Bienheureux sur le quotidien de neuf enfants touchés par le syndrome Williams. En 2024 après une immersion en Corée du Sud, il publie chez Lattès Spectacle, un roman-enquête sur Chip Chan, la prisonnière du web ainsi que les écoles de formation de K-pop à Séoul en racontant le récit d'apprentissage de l'idol thaïlandaise, Lisa des Blackpink.

## Romans littérature générale
- Dans ma tête, je m'appelle Alice : roman, Paris, Stock, 2012, 217 p. (ISBN 978-2-234-07322-7)[2],[3],[4]
  - Lauréat du Festival du premier roman de Chambéry
  - Finaliste du prix du Livre en Poitou-Charentes
  - Finaliste du Prix Lettres frontière
- Deux cigarettes dans le noir : roman, Paris, Belfond, 2017, 304 p. (ISBN 978-2-7144-7573-2)[5],[6],[7].
  - Finaliste du prix du Jeune romancier
- Les Indifférents : roman, Paris, Belfond, 2018, 336 p. (ISBN 978-2-7144-7868-9)[8], réédition en poche, 2019.
  - Finaliste du prix Maison de la Presse
  - Sélectionné par le prix Orange du Livre
- Jolis Jolis Monstres, Belfond, 2019, 419 p. (ISBN 978-2714479853)[9],[10],[11],[12]
  - Lauréat du Grand Prix des Blogueurs Littéraires[13]
  - Lauréat du Prix Millepages 2019[14]
  - Sélectionné par le Prix roman Gay 2020
  - Sélectionné par le Prix du roman de la Nuit
  - Sélectionné par le Prix de la ville de Deauville
- Mon père, ma mère, mes tremblements de terre, Belfond, 2020, 256 p. (ISBN 9782714493118)
  - Finaliste du Prix des libraires francophones
  - Sélectionné par le Prix Landerneau 2020
- Antichute, Paris, Flammarion, 2021, 256 p. (ISBN 9782081516045)
- 907 fois Camille, Paris, Plon, 2021, 336 p.  (ISBN 9782259306584)
  - Sélectionné par le Prix Rive Gauche
  - Sélectionné par le Prix Landerneau 2021
- Les Bienheureux, Paris, Plon, 2022, 336 p.  (ISBN 978-2259312240)
- Spectacle, Paris, Lattès, 2024, 400p.

## Romans littérature jeunesse
- Mauvais Joueurs, Arles, Actes Sud Junior, 2016, 152 p. (ISBN 978-2-330-06640-6)[15],[16]
  - Sélection Prix Tatoulu
- Boom, Arles, Actes Sud junior, 2018, 112 p. (ISBN 978-2-330-09685-4)[17],[18]
  - Lauréat du Prix des lycéens et apprentis du Haut-Rhin 2019.
  - Lauréat du Prix Enlivrez-vous en mai
  - Sélection Prix Ados en colère
  - Sélection Dévoreurs de Livres
  - Sélection Prix Passerelle(s)
- Les Étonnantes aventures du merveilleux minuscule Benjamin Berlin, Actes sud junior, 2019, 272 p.  (ISBN 978-2-330-11134-2)
  - Finaliste du Prix Gulli du roman 2019
  - Finaliste du Prix Ouest-France
  - Sélection Dévoreurs de Livres
  - Sélection Livres sur seine
  - Sélection Prix Litterado
  - Sélection Prix littéraire Giennois
- Ma Story, Magnard, 2020, 96 p. (ISBN 978-2-210-96848-6)
- Darling #Automne, Actes sud junior, 2020, 262 p. (ISBN 978-2-330-14036-6)
- Darling #Hiver, Actes sud junior, 2021, 272 p. (ISBN 978-2330144876)
- Darling #Printemps, Actes Sud junior, 2022, 368 p.  (ISBN 9782330148423)
- Darling #Été, Actes Sud junior, 2022, 192 p.  (ISBN 9782330165871)
- Trois fois rien, Actes Sud Junior, 2023, 152 p. (ISBN 978-2-330-17315-9)
  - Lauréat du prix des membres de la Légion d'honneur
  - Sélection Prix des lycéens du Haut-Rhin
  - Sélection Prix de la ville de Limoges
  - Sélection Histoires d'Ados
  - Sélection Prix Passerelles
  - Sélection Prix lycéens du Haut Rhin
  - Sélection Prix des lecteurs de Charente Maritime
  - Sélection prix Marguerite Audoux
  - Sélection Prix A-Fictionados
- Deux mois chez Andrea, Nathan, 2024, 296p.
  - Finaliste Prix Vendredi 2024